# Saison 4 de Murder
Chronologie
Saison 3 Saison 5
Cet article présente le guide des épisodes de la quatrième saison série télévisée américaine Murder (How to Get Away With Murder).

## Généralités
Au Canada, la saison a été diffusée en simultané sur le réseau CTV. Du fait des différences de fuseau horaire dans les provinces de l'Atlantique, elle a été diffusée trois heures en avance sur les stations atlantiques de CTV, et avant la diffusion aux États-Unis.

## Synopsis
Annalise et le Keating 4 traitent toujours la conséquence de la mort de Wes. 

Tandis qu'Annalise essaye de s'occuper de la santé mentale de sa mère et de réorganiser en même temps sa vie personnelle et professionnelle, chaque membre du Keating 4 dont Annalise s'est séparée, lettre de recommandation à l'appui, tente d'avancer dans une "nouvelle" vie. 

Alors que Connor doute de son envie d'être avocat, Laurel attend un bébé de Wes, Michaela et Asher s'associent pour des stages et Bonnie cherche son avenir professionnel.
Évidemment, rien ne va se passer comme prévu.

## Distribution

### Acteurs principaux
- Viola Davis (VF : Maïk Darah) : Annalise Keating
- Billy Brown (VF : Gilles Morvan) : Nate Lahey
- Jack Falahee (VF : Sébastien Desjours) : Connor Walsh
- Aja Naomi King (VF : Fily Keita) : Michaela Pratt
- Matt McGorry (VF : Damien Ferrette) : Asher Millstone
- Conrad Ricamora (VF : Stéphane Fourreau) : Oliver Hampton
- Karla Souza (VF : Sylvie Jacob) : Laurel Castillo
- Charlie Weber (VF : Raphaël Cohen) : Franck Delfino
- Liza Weil (VF : Caroline Pascal) : Bonnie Winterbottom

### Acteurs récurrents et invités
- Jimmy Smits (VF : Bernard Lanneau) : Dr Isaac Roa
- Amirah Vann (VF : Charlotte Corréa) : Tegan Price
- Esai Morales (VF : Julien Kramer) : Jorge Castillo
- Benito Martinez (VF : Stéphane Bazin) : A.D.A Todd Denver
- Nicholas Gonzalez (VF : Didier Cherbuy) : Dominic
- Kathryn Erbe (VF : Anne Rondeleux) : Dr Jaqueline Roa
- Behzad Dabu (VF : Jérémy Bardeau) : Simon Drake
- Cicely Tyson (VF : Anne Jolivet) : Ophelia Harkness
- Lolita Davidovich (VF : Danièle Douet) : Sandrine Castillo
- Glynn Turman (VF : Jean Barney) : Nate Lahey Sr.
- Roger Robinson : Mac Harkness
- Gwendolyn Mulamba : Celestine Harkness
- Julius Tennon : Desmond
- Stephanie Faracy (VF : Françoise Pavy) : Ellen Freeman
- L. Scott Caldwell : Jasmine Bromelle
- D. W. Moffett : M. Walsh

## Épisodes

### Épisode 1:À chacun son chemin
- États-Unis /  Canada : 28 septembre 2017 sur ABC[1] / CTV
- France : 
  - 6 mai 2018 sur Téva[2]
  - 26 mars 2020 sur M6 (en clair)
- Belgique : 9 mai 2019 sur Club RTL

- États-Unis : 3,96 millions de téléspectateurs[3] (première diffusion)

- Roger Robinson (Mac Harkness)
- Gwendolyn Mulamba (Celestine Harkness)
- Julius Tennon (Desmond)
- Stephanie Faracy (Ellen Freeman)

### Épisode 2:L'Épreuve de la meute
- États-Unis /  Canada : 5 octobre 2017 sur ABC / CTV
- France : 
  - 6 mai 2018 sur Téva
  - 26 mars 2020 sur M6
- Belgique : 16 mai 2019 sur Club RTL

- États-Unis : 3,88 millions de téléspectateurs[4] (première diffusion)

- L. Scott Caldwell (Jasmine Bromelle)
- John Hensley (Ronald Miller)
- Michael Bofshever (Mitchell Sabarski)
- Behzad Dabu (Simon Drake)
- Charles Carroll (Mr. Hedstrom)
- Jimmy Smits (Isaac Roa)

### Épisode 3:Pour le bien de tous
- États-Unis /  Canada : 12 octobre 2017 sur ABC / CTV
- France : 
  - 6 mai 2018 sur Téva
  - 26 mars 2020 sur M6
- Belgique : 16 mai 2019 sur Club RTL

- États-Unis : 3,88 millions de téléspectateurs[5] (première diffusion)

- Marianne Jean-Baptiste (Virginia Cross)
- D.W. Moffett (Jeff Walsh)
- Amirah Vann (Tegan Price)
- Cristine Rose (Wenona Sansbury)
- Behzad Dabu (Simon Drake)
- Rene Moran (Ben Carter)

### Épisode 4:Cavaliers seuls
- États-Unis /  Canada : 19 octobre 2017 sur ABC / CTV
- France : 
  - 13 mai 2018 sur Téva
  - 2 avril 2020 sur M6
- Belgique : 23 mai 2019 sur Club RTL

- États-Unis : 3,56 millions de téléspectateurs[6] (première diffusion)

- D.W. Moffett (Jeff Walsh)
- Amirah Vann (Tegan Price)
- Jim Abele (Ted Walsh)
- Matt Corboy (Barry Thompson)

### Épisode 5:Je l'aime encore
- États-Unis /  Canada : 26 octobre 2017 sur ABC / CTV
- France : 
  - 13 mai 2018 sur Téva
  - 2 avril 2020 sur M6
- Belgique : 23 mai 2019 sur Club RTL

- États-Unis : 3,56 millions de téléspectateurs[7] (première diffusion)

- Tom Verica (Sam Keating)
- Amirah Vann (Tegan Price)
- David Andrews (Hugh Murphy)
- Yolonda Ross (Claudia Gelvin)
- Judith Scott (Barham)
- Behzad Dabu (Simon Drake)
- Michael Reilly Burke (Louis Lindgren)

### Épisode 6:À bout de forces
- États-Unis /  Canada : 2 novembre 2017 sur ABC / CTV
- France : 
  - 20 mai 2018 sur Téva
  - 2 avril 2020 sur M6
- Belgique : 30 mai 2019 sur Club RTL

- États-Unis : 3,56 millions de téléspectateurs[8] (première diffusion)

- Kathryn Erbe (Jacqueline Roa)
- Amirah Vann (Tegan Price)
- Yolonda Ross (Claudia Gelvin)
- Michael Bofshever (Mitchell Sabarski)

### Épisode 7:Personne ne soutient Goliath
- États-Unis /  Canada : 9 novembre 2017 sur ABC / CTV
- France : 
  - 20 mai 2018 sur Téva
  - 9 avril 2020 sur M6
- Belgique : 23 mai 2019 sur Club RTL

- États-Unis : 3,71 millions de téléspectateurs[9] (première diffusion)

- Kathryn Erbe (Jacqueline Roa)
- Amirah Vann (Tegan Price)
- Oded Fehr (Anderson Chase)
- Nora Dunn (Lily Nanjani)
- Behzad Dabu (Simon Drake)

### Épisode 8:Respire!
- États-Unis /  Canada : 16 novembre 2017 sur ABC / CTV
- France : 
  - 27 mai 2018 sur Téva
  - 9 avril 2020 sur M6
- Belgique : 6 juin 2019 sur Club RTL

- États-Unis : 3,72 millions de téléspectateurs[10] (première diffusion)

- Kathryn Erbe (Jacqueline Roa)
- Amirah Vann (Tegan Price)
- Nicholas Gonzalez (Dominick Flores)
- Behzad Dabu (Simon Drake)
- Jimmy Smits (Isaac Roa)
- Roland Ruiz (Lazlo)

### Épisode 9:Sous tutelle
- États-Unis /  Canada : 18 janvier 2018 sur ABC / CTV
- France : 
  - 27 mai 2018 sur Téva
  - 9 avril 2020 sur M6
- Belgique : 6 juin 2019 sur Club RTL

- États-Unis : 3,80 millions de téléspectateurs[11] (première diffusion)

- Esai Morales (Jorge Castillo)
- Nicholas Gonzalez (Dominick Flores)
- Amirah Vann (Tegan Price)
- Romy Rosemont (Vera Dewitt)
- Behzad Dabu (Simon Drake)
- Kim Hawthorne (Detective Nicholls)

### Épisode 10:L'Impasse
- États-Unis /  Canada : 25 janvier 2018 sur ABC / CTV
- France : 
  - 3 juin 2018 sur Téva
  - 16 avril 2020 sur M6
- Belgique : 13 juin 2019 sur Club RTL

- États-Unis : 3,54 millions de téléspectateurs[12] (première diffusion)

- Amirah Vann (Tegan Price)
- Behzad Dabu (Simon Drake)
- Jimmy Smits (Isaac Roa)
- Kristen O'Meara (Desk Reporter)

### Épisode 11:Mauvaise mère
- États-Unis /  Canada : 1er février 2018 sur ABC / CTV
- France : 
  - 3 juin 2018 sur Téva
  - 16 avril 2020 sur M6
- Belgique : 13 juin 2019 sur Club RTL

- États-Unis : 3,68 millions de téléspectateurs[13] (première diffusion)

- Esai Morales (Jorge Castillo)
- Lolita Davidovich (Sandrine Castillo)
- Jack Coleman (Mr. Dean)
- Andrea Grano (Alice Williams)
- Glynn Turman (Nate Lahey Sr.)
- Jimmy Smits (Isaac Roa)

### Épisode 12:Stella
- États-Unis /  Canada : 8 février 2018 sur ABC / CTV
- France : 
  - 10 juin 2018 sur Téva
  - 16 avril 2020 sur M6
- Belgique : 20 juin 2019 sur Club RTL

- États-Unis : 3,26 millions de téléspectateurs[14] (première diffusion)

- Lolita Davidovich (Sandrine Castillo)
- John Hensley (Ronald Miller)
- Rochelle Greenwood (Avocat)
- Nate Bynum (Maxwell Salinas)
- Glynn Turman (Nate Lahey Sr.)

### Épisode 13:Bataille suprême
- États-Unis /  Canada : 1er mars 2018 sur ABC / CTV
- France : 
  - 10 juin 2018 sur Téva
  - 23 avril 2020 sur M6
- Belgique : 20 juin 2019 sur Club RTL

- États-Unis : 4,14 millions de téléspectateurs[15] (première diffusion)

- Kerry Washington (Olivia Pope)
- Cornelius Smith Jr. (Marcus Walker)
- Tom Irwin (Mark Spivey)
- Sharon Lawrence (Ingrid Egan)
- Denis Arndt (Justice Strickland)
- Kathryn Erbe (Jacqueline Roa)

### Épisode 14:Les Dernières Heures
- États-Unis /  Canada : 8 mars 2018 sur ABC / CTV
- France : 
  - 17 juin 2018 sur Téva
  - 23 avril 2020 sur M6
- Belgique : 27 juin 2019 sur Club RTL

- États-Unis : 3,36 millions de téléspectateurs[16] (première diffusion)

- Amirah Vann (Tegan Price)
- Lolita Davidovich (Sandrine Castillo)
- Behzad Dabu (Simon Drake)
- Kim Hawthorne (Detective Nicholls)

### Épisode 15:En mémoire de Wes
- États-Unis /  Canada : 15 mars 2018 sur ABC / CTV
- France : 
  - 17 juin 2018 sur Téva
  - 23 avril 2020 sur M6
- Belgique : 27 juin 2019 sur Club RTL

- États-Unis : 3,83 millions de téléspectateurs[17] (première diffusion)

- Esai Morales (Jorge Castillo)
- Benito Martinez (Todd Denver)
- Amirah Vann (Tegan Price)
- Melinda Page Hamilton (Claire Telesco)
- Behzad Dabu (Simon Drake)
- Rome Flynn (Gabriel Maddox)

## Crossover
Le 3 janvier 2018, la star de Scandal, Kerry Washington, a tweeté une photo avec Viola Davis pour le crossover de ces deux séries. Les épisodes, le 7.12 pour Scandal et le 4.13 pour Murder, ont été diffusés aux États-Unis le 1er mars 2018.

## Audiences aux États-Unis
| no d'épisode | Titre original                        | Titre français               | Chaîne | Date de diffusion originale | Audience (en millions de téléspectateurs) | Pdm sur les 18-49 ans |
| ------------ | ------------------------------------- | ---------------------------- | ------ | --------------------------- | ----------------------------------------- | --------------------- |
| 1            | I'm Going Away                        | À chacun son chemin          | ABC    | 28 septembre 2017           | 3.96                                      | 1.1                   |
| 2            | I'm Not Her                           | L'épreuve de la meute        | ABC    | 5 octobre 2017              | 3.88                                      | 0.9                   |
| 3            | It's for the Greater Good             | Pour le bien de tous         | ABC    | 12 octobre 2017             | 3.88                                      | 1.0                   |
| 4            | Was She Ever Good at Her Job ?        | Cavaliers seuls              | ABC    | 19 octobre 2017             | 3.56                                      | 0.9                   |
| 5            | I Love Her                            | Je l'aime encore             | ABC    | 26 octobre 2017             | 3.56                                      | 0.9                   |
| 6            | Stay Strong, Mama                     | À bout de forces             | ABC    | 2 novembre 2017             | 3.56                                      | 0.9                   |
| 7            | Nobody Roots for Goliath              | Personne ne soutient Goliath | ABC    | 9 novembre 2017             | 3.71                                      | 0.9                   |
| 8            | Live. Live. Live.                     | Respire !                    | ABC    | 16 novembre 2017            | 3.72                                      | 0.9                   |
| 9            | He's Dead                             | Sous tutelle                 | ABC    | 18 janvier 2018             | 3.80                                      | 1.0                   |
| 10           | She Keeps Secrets                     | L'Impasse                    | ABC    | 25 janvier 2018             | 3.54                                      | 1.0                   |
| 11           | He's a Bad Father                     | Mauvaise mère                | ABC    | 1er février 2018            | 3.68                                      | 1.0                   |
| 12           | Ask Him About Stella                  | Stella                       | ABC    | 8 février 2018              | 3.26                                      | 0.8                   |
| 13           | Lahey v. Commonwealth of Pennsylvania | Bataille suprême             | ABC    | 1er mars 2018               | 4.14                                      | 1.1                   |
| 14           | The Day Before He Died                | Les dernières heures         | ABC    | 8 mars 2018                 | 3.36                                      | 0.9                   |
| 15           | Nobody Else Is Dying                  | En mémoire de Wes            | ABC    | 15 mars 2018                | 3.83                                      | 1.0                   |